# Зиматова, Прасковья Андреевна
Зиматова Прасковья Андреевна (1918—1941), партизанка-разведчица, член КПСС (с 1940 года).
Родилась в деревне Харькино Зубцовского района Тверской области, после окончания Зубцовского библиотечного техникума в 1937 году, работала заведующей библиотекой в селе Луковниково, которое в то время являлось районным центром.
После оккупации села Луковниково 25 октября 1941 года, стала разведчицой Луковниковского партизанского отряда. Будучи разведчицой, пробиралась в райцентр Луковниково, разведывала вражеские укрепления, численность гарнизона, устанавливала связи с оставшимися подпольщиками, передавала им указания подпольного райкома партии. Неоднократно была в селах и деревнях Ильигорского, Байгоровского и Луковниковского сельских Советов, распространяла листовки, проводила беседы, добывала сведения о противнике.

Памятник на месте гибели партизанки

В ноябре 1941 года небольшая группа партизан, в числе которой была и Зиматова, попала во вражескую засаду. Умело маскируясь, группе удалось выйти из окружения. Однако вскоре она наткнулась на другое подразделение карателей и приняла бой. В этом бою Зиматова была ранена и попала в плен. Ни уговоры, ни пытки не смогли заставить говорить Паню Зиматову. Партизанка упорно молчала. Рассвирепевшие гитлеровские палачи вырвали у неё язык, а затем расстреляли 24 ноября 1941 года в деревне Большое Капково.
В январе 1942 года Паня Зиматова была похоронена партизанами в братской могиле в селе Луковниково.
После гибели, Паня Зиматова была посмертно награждена орденом Ленина. В 1968 году на здании школы в деревне Большое Капково была установлена мемориальная доска, а в 1965 году именем Зиматовой была названа улица на её малой родине, в городе Зубцове.
Подвигу Прасковьи Зиматовой посвящены стихотворение С. И. Кирсанова «Молчание» (1942) и поэма А. Д. Дементьева «Мужество» (1958).

Автограф Пани Зиматовой